# Governatorato di Vyborg

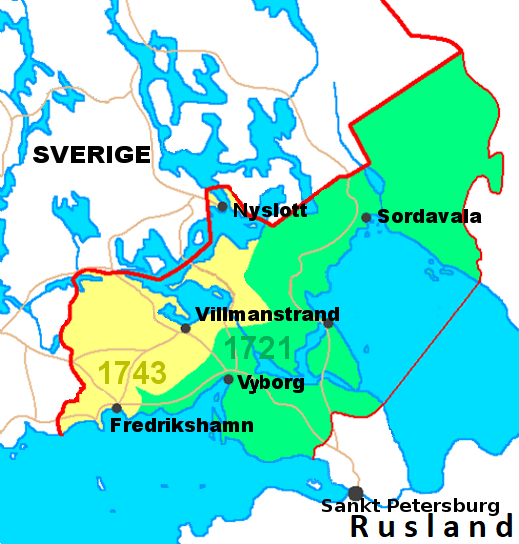
Cartina

Il governatorato di Vyborg, in russo Выборгская губерния? era una gubernija dell'Impero russo, che si trovava in Carelia. Istituita nel 1744, esistette fino al 1914, il capoluogo era Vyborg.

## Governatori
- 1744 - 1744   Yury Nikitich Repnin
- 1745 - 1752   Afanasey Isakov (ad interim)
- 1752 - 1754   Johann Christoph von Keyser
- 1754 - 1766   Afanasey Isakov
- 1766 - 1778   Nikolaus Hendrik von Engelhardt
- 1779 - 1780   Yevgeny Petrovich Kashkin
- 1780 - 1782   Pyotr Alekseyevich Stupishin
- 1782 - 1785   Wilhelm Heinrich von Engelhardt
- 1785 - 1785   Alexander Magnus von Peutling
- 1785 - 1793   Karl Johann von Günzel (ad interim)
- 1793 - 1797   Fyodor Pavlovich Shcherbatov
- 1797 - 1799   Karl Magnus von Rüdinger
- 1799 - 1799   Pyotr Vasilyevich Zheltuhin
- 1799 - 1804   Magnus Orraeus
- 1804 - 1808   Nikolay Fyodorovich Emin
- 1808 - 1811   Ivan Jakovlevich Buharin
- 1811 - 1812   Johan Gustaf Winter